# Jarchau
Jarchau is een voormalige gemeente in de Duitse deelstaat Saksen-Anhalt, en maakt deel uit van de Landkreis Stendal.
Jarchau ligt bijna 6 km ten noordoosten van het centrum van Stendal.

## Geschiedenis
Het dorp wordt in 1238 voor het eerst in een document (een schenkingsakte van een edelman aan een klooster) vermeld als Gartgouve iuxta Bungerden. De evangelisch-lutherse dorpskerk dateert van omstreeks het jaar 1200.
Jarchau was van origine een boerendorp. Na 1990 zijn er huizen voor woonforensen uit de stad Stendal in het dorp bijgebouwd, vooral aan de oostkant.
Op 1 januari 2005 is de toenmalige zelfstandige gemeente geannexeerd door de stad Stendal.

## Afbeeldingen

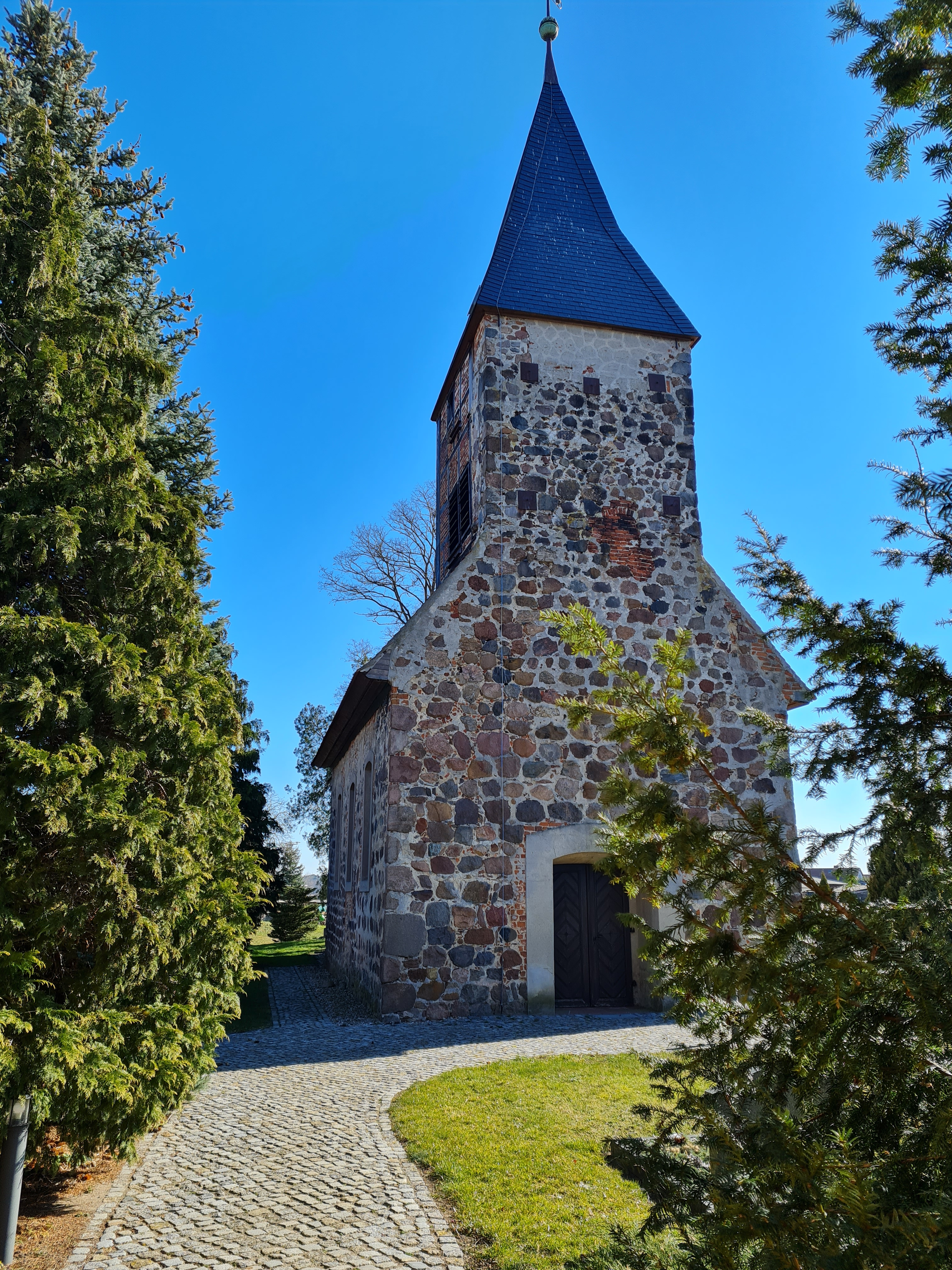
Dorpskerk te Jarchau (1)
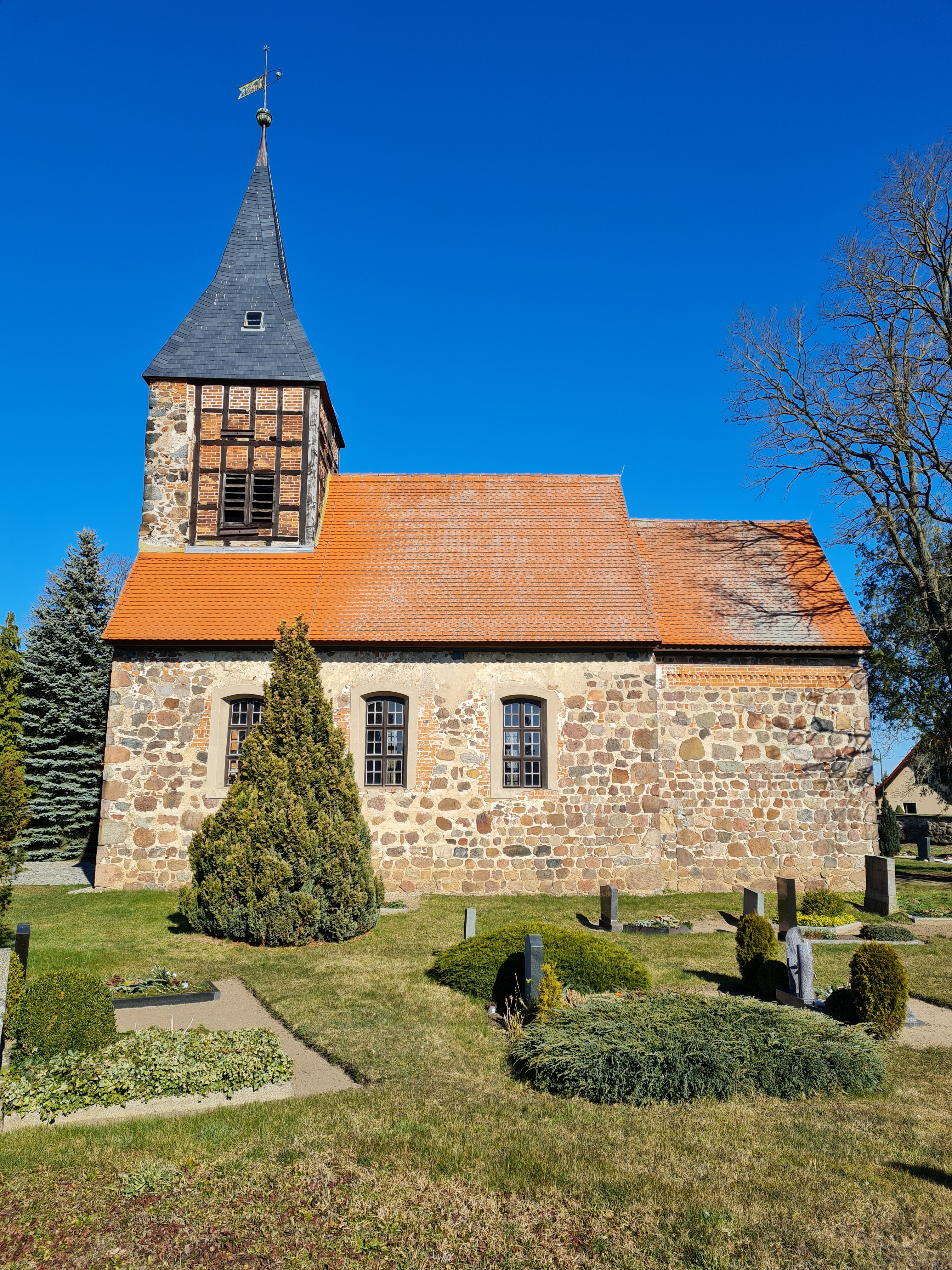
Dorpskerk te Jarchau (2)